# Игилик (Акмолинская область)
Игилик (каз. Игілік) — село в Зерендинском районе Акмолинской области Казахстана. Входит в состав сельского округа им.Конай-бия. Код КАТО — 115665400.

## География
Село расположено на юго-востоке района, в 44 км на восток от центра района села Зеренда, в 16 км на северо-восток от центра сельского округа села Карауыл Конай-бия.

### Улицы[2]
- ул. Бериктас,
- ул. Жастар,
- ул. им. Канай би.
- ул. Карагаш.

### Ближайшие населённые пункты
- село Жалмантуз в 5 км на севере,
- село Баянбай в 9 км на востоке,
- село Карауыл Конай-бия в 16 км на юго-западе,
- село Желтау в 19 км на северо-западе.

## Население
В 1989 году население села составляло 610 человек (из них казахов 100%).
В 1999 году население села составляло 507 человек (272 мужчины и 235 женщин). По данным переписи 2009 года, в селе проживало 388 человек (194 мужчины и 194 женщины).
| Численность населения | Численность населения | Численность населения |
| 1989                  | 1999                  | 2009                  |
| --------------------- | --------------------- | --------------------- |
| 610                   | ↘507                  | ↘388                  |